# Nick Hagglund
Pour les articles homonymes, voir Haglund.
Nick Hagglund, né le 14 septembre 1992 à Cincinnati, est un joueur américain de soccer. Il joue au poste de défenseur central au FC Cincinnati en MLS.

## Biographie
Le 16 janvier 2014, Hagglund est repêché par le Toronto FC en dixième position lors de la MLS SuperDraft 2014.

## Palmarès
- Toronto FC
  - Vainqueur du Championnat canadien en 2016 et 2018.
  - Vainqueur de la Coupe MLS en 2017

 FC Cincinnati
- Vainqueur du Supporters' Shield en 2023.